# Synthèse de Baeyer-Drewsen de l'indigo
La synthèse de Baeyer-Drewsen de l'indigo est une méthode de synthèse de l'indigo à partir du 2-nitrobenzaldéhyde et de l'acétone, publiée en 1882 par Adolf von Baeyer et Viggo Drewsen (de),.
C'est une réaction de type crotonisation (ou condensation aldolique).